# Kees de Boer
Cornelis Henricus de Boer, detto Kees (Volendam, 13 maggio 2000), è un calciatore olandese, centrocampista della Salernitana.

## Caratteristiche tecniche
È un centrocampista centrale, che all'occorrenza può ricoprire anche i ruoli di mediano e mezzala destra.

## Carriera

### Club
Nato a Volendam, ha iniziato a giocare a calcio nel settore giovanile della squadra della sua città, per poi passare all'Ajax nel 2011. Nell'Academy dei Lancieri ha giocato per sei stagioni fino al trasferimento allo Swansea City avvenuto nell'estate del 2017.
Aggregato alla formazione Under-23, il 13 agosto 2019 ha ricevuto la prima convocazione con la prima squadra in occasione dell'incontro di Carabao Cup contro il Northampton Town, entrando in campo nei minuti di recupero del secondo tempo. Questa è rimasta la sua unica presenza con il club gallese, che al termine della stagione non gli ha rinnovato il contratto in scadenza.
Il 2 giugno 2020, ha firmato un contratto biennale con l'ADO Den Haag, entrando subito a far parte della prima squadra. Il 13 settembre seguente ha esordito in Eredivisie, giocando da titolare l'incontro perso 2-0 contro l'Heracles Almelo.
Il 6 luglio 2021, De Boer è stato ceduto a titolo definitivo al VVV-Venlo, appena retrocesso in Eerste Divisie, con cui ha firmato un contratto biennale, con opzione per un'ulteriore stagione. Al termine della stagione 2022-2023, ha lasciato il club in seguito al mancato rinnovo del proprio contratto.
Il 15 settembre 2023, De Boer è stato ingaggiato a parametro zero dalla Ternana, in Serie B, con cui ha firmato un contratto annuale, con opzione per un'ulteriore stagione. Fa quindi il suo esordio con i rossoverdi il 4 novembre successivo, rilevando Gregorio Luperini all'80º minuto della partita di campionato persa per 1-0 contro il Venezia. Nonostante la retrocessione degli umbri in Serie C al termine della stagione, nel luglio del 2024 il club esercita il diritto d'opzione sul rinnovo del contratto del centrocampista per un'altra annata.
L'8 luglio 2025 passa a titolo definitivo alla Salernitana.

### Nazionale
Nel 2015 De Boer ha giocato per la nazionale Under-15 olandese.

## Statistiche

### Presenze e reti nei club
Statistiche aggiornate al 17 agosto 2025.
| Stagione        | Squadra         | Campionato      | Campionato | Campionato | Coppe nazionali | Coppe nazionali | Coppe nazionali | Coppe continentali | Coppe continentali | Coppe continentali | Altre coppe | Altre coppe | Altre coppe | Totale | Totale | Totale |
| Stagione        | Squadra         | Comp            | Pres       | Reti       | Comp            | Pres            | Reti            | Comp               | Pres               | Reti               | Comp        | Pres        | Reti        | Pres   | Reti   |        |
| --------------- | --------------- | --------------- | ---------- | ---------- | --------------- | --------------- | --------------- | ------------------ | ------------------ | ------------------ | ----------- | ----------- | ----------- | ------ | ------ | ------ |
| 2019-2020       | Swansea City    | FLC             | 0          | 0          | FACup+CdL       | 0+1             | 0               | -                  | -                  | -                  |             | -           | -           | 1      | 0      |        |
| 2020-2021       | ADO Den Haag    | ED              | 20         | 0          | CO              | 1               | 0               | -                  | -                  | -                  |             | -           | -           | 21     | 0      |        |
| 2021-2022       | VVV-Venlo       | 1D              | 32         | 0          | CO              | 1               | 0               | -                  | -                  | -                  | -           | -           | -           | 33     | 0      |        |
| 2022-2023       | VVV-Venlo       | 1D              | 35+4       | 6+0        | CO              | 1               | 0               | -                  | -                  | -                  | -           | -           | -           | 40     | 6      |        |
| Totale Venlo    | Totale Venlo    | Totale Venlo    | 67+4       | 6          |                 | 2               | 0               |                    | -                  | -                  |             | -           | -           | 73     | 6      |        |
| 2023-2024       | Ternana         | B               | 23+2       | 0          | CI              | -               | -               | -                  | -                  | -                  | -           | -           | -           | 25     | 0      |        |
| 2024-2025       | Ternana         | C               | 34+2       | 1+1        | CI-C            | 1               | 0               | -                  | -                  | -                  | -           | -           | -           | 37     | 2      |        |
| Totale Ternana  | Totale Ternana  | Totale Ternana  | 57+4       | 1+1        |                 | 1               | 0               |                    | -                  | -                  |             | -           | -           | 62     | 2      |        |
| 2025-2026       | Salernitana     | C               | -          | -          | CI-C            | 1               | 0               | -                  | -                  | -                  | -           | -           | -           | 1      | 0      |        |
| Totale carriera | Totale carriera | Totale carriera | 144+8      | 7+1        |                 | 6               | 0               |                    | -                  | -                  |             | -           | -           | 158    | 8      |        |